# 모스크바에서 온 S여인
"모스크바에서 온 S여인"은 1993년에 개봉한 대한민국의 영화이다.

## 캐스팅
- 마흥식
- 올가 카보
- 원석
- 유병완
- 김길호
- 홍진
- 김정윤
- 김경민
- 한영남
- 조점석